# یاروسواو
یاروسواو (به لاتین: Jarosław) یک منطقهٔ مسکونی در لهستان است که در شهرستان یاروسواف واقع شده‌است. یاروسواو ۳۴٫۴۶ کیلومتر مربع مساحت و ۳۸٬۹۷۰ نفر جمعیت دارد.

## خواهرخوانده
شهرهای دینگل‌اشتت، میخالوتسه، اورانژ، ووکلوز، شونبک، اوژهورود، ویشکو و Kőbánya خواهرخوانده‌های یاروسواو هستند.